# Tursiops aduncus
Il tursiope indopacifico (Tursiops aduncus  Ehrenberg, 1833) è un delfino della famiglia dei Delfinidi diffuso nell'Oceano Indiano e nell'Oceano Pacifico.

## Descrizione

### Dimensioni
Delfino di medie dimensioni, con la lunghezza totale tra 1,75 e 4 m, una pinna pettorale di circa 23 cm e un peso fino a 200 kg.

### Aspetto
Le pinne sono relativamente più grandi e larghe rispetto al tursiope troncato, il corpo appare più snello, il muso più lungo e sottile. Il melone è meno arrotondato e la testa ha un profilo appuntito. Gli occhi appaiono sporgenti lateralmente. Le parti dorsali sono grigie, gradualmente più chiare sui fianchi, mentre le parti ventrali sono biancastre con dei riflessi rosati. Alcuni individui hanno una fiamma lungo la spina dorsale più chiara. Alcune popolazioni hanno diverse macchie scure sul ventre e talvolta anche sul dorso, che aumentano di numero con l'età. I piccoli sono generalmente più chiari e privi di macchie. Il dimorfismo sessuale è poco pronunciato. Gli individui dell'Oceano Pacifico nord-occidentale sono più grandi degli altri. Possiede 97-111 denti, mentre il numero totale di vertebre è 59-62.

## Biologia

### Comportamento
La popolazione sembra essere composta da gruppi relativamente piccoli localizzati e abbastanza isolati tra loro. Normalmente si aggregano da 20 a 50 individui, fino a colonie di 2.000 esemplari osservati in Sudafrica. Esibiscono una residenzialità durante tutto l'anno e una filopatria natale in entrambi i sessi. Sono state osservate associazioni con il tursiope troncato, la Pseudorca crassidens, Delphinus capensis, Sousa chinensis, Stenella longirostris ed altri Delfinidi. Gruppi di 5-15 delfini passano il tempo nell'addestramento per la caccia, per evitare i predatori e per riprodursi. Talvolta sono stati osservati anche spruzzarsi e cacciarsi tra loro. In queste affiliazioni è presente una gerarchia sociale dove l'animale più grande è solitamente il dominante. Spesso esemplari dello stesso sesso si aggregano tra loro, particolarmente se giovani adulti, che soltanto in seguito confluiscono in quelli più grandi. I suoni emessi sono simili a quelli del tursiope troncato.

### Alimentazione
Si nutre principalmente di pesci delle barriere coralline e bentonici, cefalopodi delle piattaforme continentali e talvolta di specie pelagiche ed epi-pelagiche. Generalmente sono prede inferiori ai 30 cm di lunghezza. Talvolta cattura anche piccoli squali bentonici.

### Riproduzione
Danno alla luce un piccolo alla volta tra ottobre e dicembre ogni 3-4 anni dopo una gestazione di circa un anno. I nascituri sono lunghi tra 80 e 110 cm e pesano fino a 21 kg. Vengono svezzati dopo 32 mesi di vita, ma rimangono con i loro genitori per altri 1-3 anni. Le femmine raggiungono la maturità sessuale tra i 7 e 12 anni d'età, mentre i maschi tra 9 e 13 anni. Questa specie presenta un comportamento insolito negli accoppiamenti, dove i maschi collaborano tra loro nel facilitare la scelta di una femmina. Queste ultime vengono raggruppate e protette da intrusi. Tendono ad accoppiarsi con più di un partner. La copulazione avviene con il ventre di entrambi i sessi nella stessa direzione. L'aspettativa di vita in natura è di oltre 40 anni, con il massimo registrato di 49 per una femmina e 39 per un maschio.

## Predatori e parassiti
Si ritiene che in alcune popolazioni la causa di mortalità principale sia l'attacco da parte di squali come lo squalo tigre, lo squalo bianco, lo squalo toro e lo squalo bruno. Non sono state riportate predazioni da parte di orche. Altre cause di morte sono la pesca con le reti e le punture di razze.

## Distribuzione e habitat
Questa specie è presente nelle acque costiere tropicali e temperate calde dell'Oceano Indiano e dell'Oceano Pacifico dal Giappone centrale fino alle Isole Salomone ed alla Nuova Caledonia.
Preferisce le acque delle piattaforme continentali vicino alle coste e in zone con barriere coralline e ammassi rocciosi, fondali sabbiosi o ricoperti di piante marine fino a 200 metri di profondità, sebbene sia più comune fino a 100 metri. Talvolta è presente anche in acque interne, particolarmente nelle piccole isole oceaniche. Generalmente vive nei mari con temperature alla superficie tra 20 e 30 °C, con picchi minimi di 12 °C in alcune delle Isole Ryukyu. Sono rare le osservazioni di spostamenti in mare aperto.

## Conservazione
La IUCN Red List, considerata la mancanza di informazioni, classifica T.aduncus come specie con dati insufficienti (DD).